# Тимочків Павло Михайлович

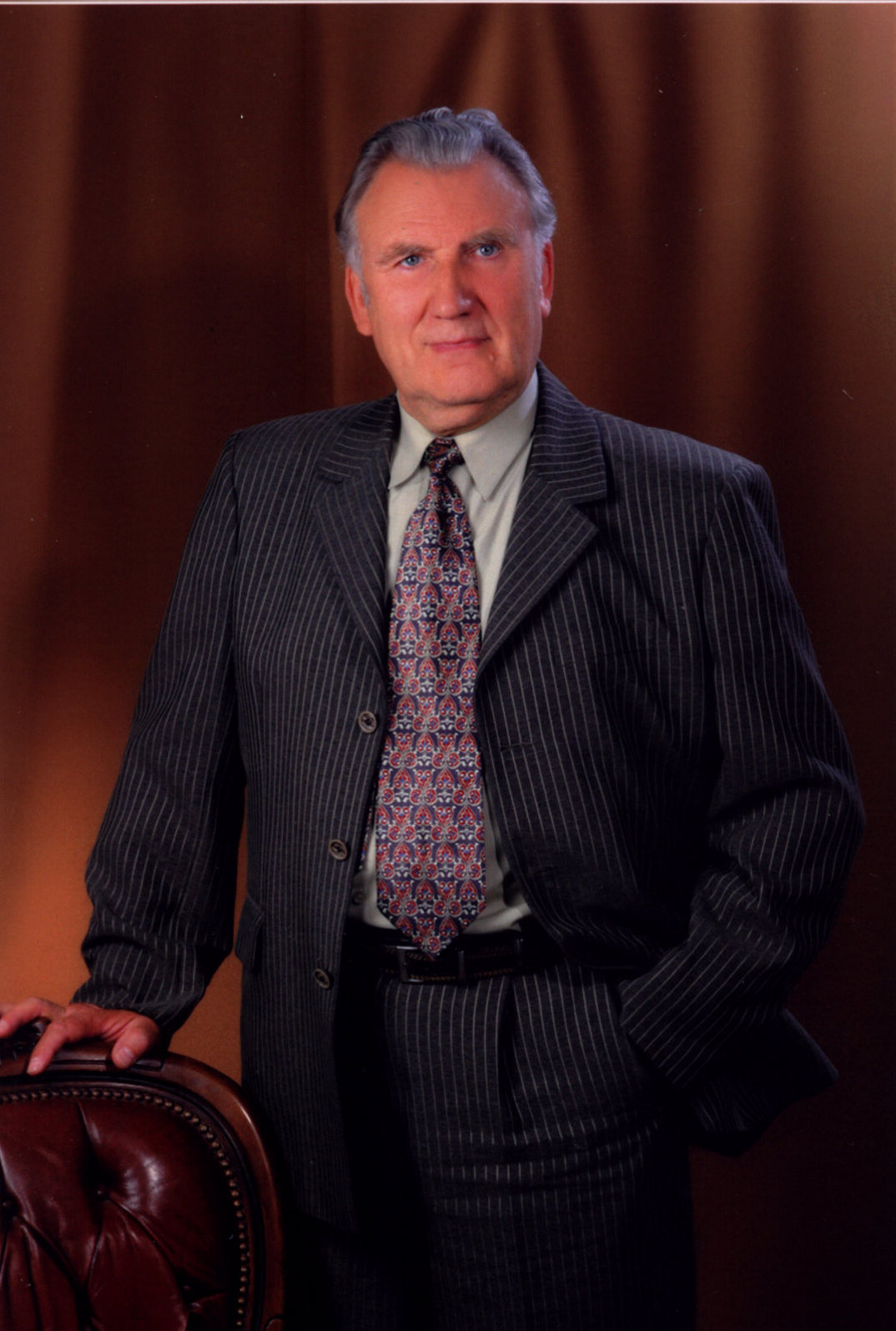
Тимочків Павло Михайлович

Павло́ Миха́йлович Ти́мочків (нар. 7 травня 1938. Мельниця-Подільська. Тернопільська область, Українська РСР) — лікар, кандидат медичних наук, заслужений лікар Української РСР (1990),

## Біографія
Народився 7 травня 1938 року у пмт. Мельниця-Подільська Тернопільської області Української РСР в сім'ї коваля.
У 1955 році закінчив середню школу. З 1955 року по 1961 рік навчання на лікувальному факультеті Чернівецького медичного інституту (нині Буковинський державний медичний університет). З 1961 року працював лікарем-інспектором в Хмельницькому обласному відділі охорони здоров'я та лікарем в ендокринологічному відділені Хмельницької обласної клінічної лікарні.
1968—1970 робота в Алжирі за направленням Міністерства охорони здоров'я.
1971—1973 працював заступником головного лікаря Хмельницької обласної клінічної лікарні.
У 1973 році призначений на посаду директора Хмельницького базового медичного училища.
1974—1977 роки навчання в аспірантурі Київського НДІ ендокринології та обміну речовин (нині інститут ім. В. П. Комісаренка) за спеціальністю «Клінічна ендокринологія».
1981 рік захист кандидатської дисертації « Раннє виявлення та диспансерізація хворих з латентним цукровим діабетом» 29 червня 1981 року Рішенням Вченої Ради при Київському НДІ ендокринології та обміну речовин присуджена наукова ступінь кандидата медичних наук.
З 2001 року працював завідуючим та викладачем відділення післядипломної освіти при Хмельницькому базовому медичному училищі, де і продовжує працювати. Автор понад 60 наукових праць.
24 роки працював  директором Хмельницького базового медичного училища. За час керівництва училищем заклад 11 років був базою Республіканської школи передового досвіду для директорів медичних та фармацевтичних училищ, їх заступників та методистів. За цей період з досвідом роботи училища понад 300 гостей зі 112 училищ України.
З 1975 року по 1996 рік в училищі проходили навчання студенти з країн Азії, Африки та Латинської Америки. За цей період диплом отримали понад 400 іноземних громадян з 51 країни.
Хмельницьке медичне училище 6 разів виборювало перше місце, та двічі нагороджувалось Перехідним Червоним прапором Міністерства охорони здоров' я України.

## Сім'я
Дружина — Борисенко Ірена Дмитрівна лікар — ревматолог, 1980—2001 роки завідуюча ревматологічним відділенням Хмельницької обласної клінічної лікарні. Померла у 2020 р.
Син — Тимочків Володимир Павлович — лікар-анестезіолог Хмельницької обласної клінічної лікарні. Помер у 2013 році.

## Нагороди та звання
- Орден «Знак Пошани»
- Медаль «За доблестний труд»
- Звання «Заслужений лікар Української РСР» (1990)

## Твори
- Тимочків П. М. Цукровий діабет. Сучасний стан проблеми / /Вчені Поділля" Фундаментальні наукові праці. Частина друга. Хмельницький-Вінниця: Поділля.-С.307-311.
- Тимочків П. М. Стрес і життя: погляд ендокринолога (до 100-річчя з дня народження Ганса Сельє) / / Новости медицины и фармации".-2007.-№ 16.-С.27-28.
- Тимочків П. М. Розповсюдженість цукрового діабету та порушень толерантності до глюкози серед людей з факторами ризику / / Заслужені винахідники та раціоналізатори України". Вибрані наукові праці Книга друга. -Хмельницький-Вінниця: Поділля, 2001- С.277-282.
- Тимочків П. М. Йододефіцитні захворювання та стани. Медико-соціальні аспекти // Медицина і педагогіка: зб.- Хмельницький, 2009.-С.1-9.
- Тимочків П. М. Цукровий діабет: посібник для слухачів післядипломної освіти.- Хмельницький, 2019.- 92 с.